# روائع نهج البلاغة
روائع نهج البلاغة هو عنوان كتاب، ألفه الكاتب الأديب جورج جرداق حيث يعتبر من أهم المصادر حول علي بن أبي طالب أول ائمة الشيعة، واقواله في نهج البلاغة. طبع الكتاب في مؤسسة دائرة المعارف الفقه الإسلامي عام 2005.

## نبذة عن المؤلف
جورج جرداق هو الكاتب والأديب المسيحي، ولد في لبنان عام 1933م. بعدما أكمل دراسته، انتقل إلى معاهد بيروت وواصل الكتابة في الصحف اللبنانية والعربية، وكتب الكثير من المسرحيات والقصص، وله موسوعات عن علي بن أبي طالب، منها: علي صوت العدالة الإنسانية، علي وحقوق الإنسان، علي والثروة الفرنسية، علي وسقراط، علي والقومية العربية، وعناوين أخرى.

## سبب التأليف
تحدث المؤلف عن سر عدم الكتابة لشخصية أخرى غير علي بن أبي طالب قائلا: لقد عرض عليّ بعض الناس من دول الخليج العربي ومصر أن أكتب في عمر مثلاً وآخرين.. لكنني رفضت ليس لأنني أرى أن عمرا سيئاً.. لكنني لم أجد من هو أهل بعد علي للكتابة، فعقرت قلمي في أن أكتب لشخص غيره.

## محتوى الكتاب
قارن المؤلف شخصية علي بن أبي طالب مع نخب العالم في قسم التقديم. وقسّم، قسم الأدب الإمام إلى ثلاثة أقسام، أوله حدود القلب والعقل حيث قام المؤلف بمقارنة علوم الإمام العقلية من جهة وعلمه الشهودية من جهة أخرى مع أصحاب المعرفة والعقل. وتكلم حول الوحدة الوجودية لعلي بن أبي طالب في المبحث التالي. الأسلوب والعبقريّة الخطابيّة مبحث آخر في هذا القسم. ينقسم الفصل الثاني إلى أربعة أقسام: تكافؤ الوجود، الحنان العميق، صدق الحياة، خير الوجود وثوريّة الحياة. نقل المؤلف قسم من خطابات علي بن أبي طالب إلى وكلائه من النهج البلاغة في فصل آخر، عنوانه الفاتحة العلويّة وأشار إلى طائفة من رسائله وخطبه وعهوده ووصاياه. طائفة من روائع أمثاله هو عنوان الفصل الأخير لهذا الكتاب حيث اختار المؤلف جملة من كلماته القصار.

## طريقة التأليف
يشتمل الكتاب على مقدمة وخمسة فصول رتبها بالترتيب الموضوعي، والفصول الأخيرة الثلاثة على أساس نهج البلاغة:
1. الفصل الأول في أدب الإمام.
2. الفصل الثاني في العدالة الكونية وما يمثله علي منها.
3. الفصل الثالث في الفاتحة العلوية.
4. الفصل الرابع في طائفة من وصاياه ورسائله وعهوده ووصاياه.
5. الفصل الخامس في طائفة من روائع أمثاله.

## ترجماته
- تم ترجمة الكتاب إلى اللغة الفارسية بعنوان (زيبايي هاي نهج البلاغة) لفخر الدين حجازي.